# روشنوو (گمینا روشنوف)
روشنوو (به لهستانی:  Rusinów) یک روستا در لهستان است که در گمینا روشنوو واقع شده‌است.